# 蘇輿
蘇 輿（そ よ、同治12年（1874年）6月8日 - 1914年4月4日）は、清朝末期から中華民国初期にかけての儒学者。字は嘉瑞。号は厚庵・閑斎。
湖南省岳州府平江県の出身。13歳で県学に入った後、学政の張亨嘉の推挙を受けて湘水校経堂に学び、そこで学者として名高かった王先謙の門人となる。戊戌の政変後に王先謙や葉徳輝の言論を集めた『翼教叢編』を刊行して康有為ら急進的な改革派を批判した。光緒30年（1904年）の科挙（中国史上最後の科挙）で会試第二甲で合格、翰林院入りをする。翌年、清が日本や欧米の政治制度視察の為に使節団を派遣した際に、自費での同行が認められ、日本の教育行政や郵便通信制度などの調査を行った。辛亥革命後は官を辞して故郷に帰り、折しも平江県に隠遁していた師の王先謙の面倒をみることになり、またかつての論敵であった康有為を中心とした孔教会の活動にも関わっているが、間もなく病死した。
著作に『晏子春秋校注』・『春秋繁露義証』・『辛亥濺涙集』などがある。